# Lawrencia diffusa
Lawrencia diffusa är en malvaväxtart som först beskrevs av George Bentham, och fick sitt nu gällande namn av Ronald Melville. Lawrencia diffusa ingår i släktet Lawrencia och familjen malvaväxter. Inga underarter finns listade i Catalogue of Life.